# دونالد كيث كاميرون
دونالد كيث كاميرون (بالإنجليزية: Donald Keith Cameron)‏ هو سياسي أسترالي، ولد في 1 مايو 1887، وتوفي في 6 يونيو 1967. انتخب عضو مجلس نواب تسمانيا.